# Jose Luis
José Luis Lopes da Costa e Silva sinh năm 1958 tại Lisbon, Bồ Đào Nha. Ông từng thi đấu cho Benfica từ 1976 - 1989 (6 lần Vô địch quốc gia, 6 lần đoạt Cup quốc gia), 45 lần tham dự Cup châu Âu và có 35 lần khoác áo đội tuyển Bồ Đào Nha dự Euro 1984 và World Cup 1986. Sau khi giải nghệ, ông làm huấn luyện viên tại hạng 2 Bồ Đào Nha, đội U16 Benfica, U19 Lisbon trước khi dẫn dắt tuyển Đông Timor dự Tiger Cup 2004.